# Pierre II. d’Aumont
 Pierre (II.) d’Aumont , genannt Hutin (* um 1350; † 13. März 1414) war ein französischer Adliger und Militär aus dem Haus Aumont.
Er war Chevalier, Seigneur d’Aumont, de Lardières, de Méru, de Chars, de Neauphle, de Cramoisy, de La Neuville-d’Aumont, de Corbeil-Cerf et de Moncy-Le-Perreux, Conseiller und Premier Chambellan des Königs Karl VI. und Träger der Oriflamme.

## Leben
Pierre II. d'Aumont ist der Sohn von Pierre I. d’Aumont (* um 1330; † 10. April 1381), Seigneur d’Aumont etc., und Jeanne de Délouge (* um 1323; † 12. September 1392), der Gouvernante des späteren Königs Karl VI.
Er diente von Jugend an in den Kriegen gegen die Engländer, die ihn bei einem Treffen gefangen nahmen; am 17. August 1359 schenkte ihm Charles, Herzog der Normandie und damaliger Regent des Königreichs, daraufhin 4000 Golddenare, die er am 30. September erhielt, um ihm bei der Aufbringung seines Lösegelds zu unterstützen. Pierre d’Aumont setzte seine Dienste fort, als Charles als Karl V. 1364 König geworden war, der ihm dann mit Schreiben vom 25. März 1567 monatlich 40 Goldfranken zuwies, solange er in seinen Kriegen kämpfte. Er diente in der Normandie unter dem Sire de la Rivière, dem Premier Chambellan des Königs, und unter Philipp dem Kühnen, Herzog von Burgund mit sechs Chevaliers und 23 Écuyers, die am 22. Mai 1377 in Saint-Lô empfangen wurden, sowie in den beiden folgenden Jahren bei der Unterwerfung der Festungen, die Karl der Böse, König von Navarra, dort besetzt hielt.
Nachdem er unter Ludwig I., Herzog von Anjou, auch in Guyenne gewesen war, gewährte ihm der neue (ab 1380) König Karl VI. am 28. Juli 1381 (tatsächlich eher der Regent Ludwig von Anjou, da Karl VI. erst 12 Jahre alt war) eine Pension von 1000 Francs, zusätzlich zu seinen sonstigen Bezügen und Rechten etc. 1382 und 1383 begleitete er den König auf seinem Feldzug in Flandern, und wurde gemeinsam mit einem Chevalier und 19 Écuyers am 22. November 1383 in Amiens empfangen. Am 30. Oktober 1385 wurde ihm eine Summe von 2000 Francs verliehen, ebenso wie in den folgenden Jahren. Als Karl VI. beschloss, nach England zu ziehen, was dann aber nicht durchgeführt wurde, wurde Pierre d‘Aumont am 14. September 1386 erneut in Amiens empfangen, diesmal mit zwei Chevaliers und neun Écuyers. Im Januar 1388 (Karl VI. übernahm in diesem Jahr persönlich die Herrschaft) wurde er zum Chambellan des Königs ernannt. 
1392 (dem Jahr, in dem sich erstmals Karls Geisteskrankheit bemerkbar machte) folgte er dem König nach Le Mans, als dieser in die Bretagne ziehen wollte, und wurde ernannt, um ihn auf seiner Reise nach Notre-Dame-du-Puy in der Auvergne zu begleiten, die er 1395 unternehmen wollte. Am 28. Juli 1397 wurde er Garde de l’Oriflamme de France und am 3. Januar 1398 Capitaine und Garde-château von Neauphle. Am 21. Februar 1402 wurde er als Sire d'Aumont im Conseil du Roi bezeichnet. Am 25. Januar 1405 diente er unter dem Jean de Montaigu, dem Souverain Maître d’Hôtel du Roi in der Armee des Königs gegen mehrere große Herren des Königreichs, die sich zusammengeschlossen hatten. 
Im Bürgerkrieg der Armagnacs und Bourguignons wurde er am 6. Mai 1412 erneut Garde de l’Oriflamme und leistete am selben Abend den zugehörigen Eid. Im gleichen Jahr nahm er an der Belagerung von Bourges teil. 
Pierre II. d’Aumont starb am 13. März 1413, nachdem er mehr als 50 Jahre lang im Dienst des Königs gestanden hatte.

## Ehen und Familie
Pierre II. d‘Aumont heiratete 1367 in erster Ehe Marguerite de Beauvais, Dame de Remaugies († 3. August 1368), Tochter von Colart de Beauvais, Châtelain de Beauvais, und Marguerite de Roye; die Ehe blieb ohne Kinder.
Per Ehevertrag vom 19. Januar 1383 (n. St.) Jacqueline de Châtillon (* um 1350; † 17. November 1390), Dame de Cramoisy, Tochter von Jean I. de Châtillon, Seigneur de Gandelu, Großmeister von Frankreich, und Jeanne de Sancerre, bestattet in Ressons-l’Abbaye (Haus Châtillon). Ihr einziges Kind ist:
- Pierre d’Aumont (X 25./28. September 1396 in der Schlacht bei Nikopolis); ⚭ Claude de Grancey, Tochter von Robert de Grancey, Seigneur de Courcelles

Im August 1391 heiratete er in dritter Ehe Jeanne de Mello, Dame de Clérey, Saint-Amand, Chappes, Polisy, Germigny et Regnoult/Ragnoust († 3. August 1408 in Ressons), Tochter von Gui de Grancey, Seigneur de Givry, und Agnès, Dame de Clérey et de Chezelles. Ihre Kinder sind:
- Jean IV. d’Aumont, genannt Hutin (* um 1395;[1] X 25. Oktober 1415 in der Schlacht von Azincourt), Chevalier, Seigneur d’Aumont, de Chars, de Clérey, de Méru et de Chappes, Mundschenk des Königs; ⚭ 23. Mai 1405 Yolande (alias Isabelle) des Châteauvillain, Tochter von Jean II. de Chateauvillain, Seigneur de Thil et de Marigny, und Jeanne de Grancey, sie heiratete in zweiter Ehe Gui de Bar, Seigneur de Praeles et de Mussy
- Jeanne d’Aumont; ⚭ 16. Mai 1419 (oder nach 18. Januar 1401?) Louis de Mello, Seigneur de Saint-Parize-le-Châtel et de Vitry-le-Croisé († 1431), Sohn von Jean de Mello, Seigneur de Saint-Prix, und Marguerite de l’Espinasse
- Marie d’Aumont († 1. Oktober 1463), Dame de Bracle; ⚭ 1421 Arnould de Gavre, Baron d‘Escornaix, Seigneur de Staden († 14. Juni 1463 oder 1469)
- Blanche d’Aumont († nach 1460); ⚭ (1) (13 Jahre alt) Jacques Le Brun, Chevalier, Seigneur de Palaiseau et de Nainville, Chambellan des Königs Karl VI. (X 25. Oktober 1415 in der Schlacht von Azincourt); ⚭ (2) Gilles de Gamaches, Chevalier, Chambellan du Roi (X 17. August 1424 in der Schlacht von Verneuil), Sohn von Guillaume I. de Gamaches und Marie de Fécamp; ⚭ (3) Pierre du Fay, Seigneur de Montchevreuil († vor 1460)
- Catherine d’Aumont; ⚭ Juli 1405 Jacques de Soyécourt, Seigneur de Sains († nach 23. März 1428), Sohn von Charles de Soyécourt, Seigneur de Mouy, und Isabeau de Châtillon
- Tochter, Dame de Séans et de Montreuil